# Jean Leconte
Pour les articles homonymes, voir Leconte.
Jean Leconte, né le 13 juillet 1929 à Sin-le-Noble dans le Nord et mort le 29 décembre 2023 à Carqueiranne, est un architecte français.

## Biographie
Jean Jules Charles Leconte naît le 13 juillet 1929 à Sin-le-Noble dans le Nord, en France. Il est le fils de l'architecte Jules Leconte.
Il est architecte pour les communes de Sin-le-Noble, Arleux et Monchaux. On lui doit la mairie de Sin-le-Noble en 1964, la salle des fêtes de Sin-le-Noble en 1967, l’école maternelle de Sin-le-Noble en 1969, l’école des filles de Lallaing en 1969, les centres médico-pédagogiques des papillons blancs à Somain en 1968 et à Doignies en 1967-1968, le collège agricole de Wagnonville à Douai, le centre médico-social de Douai en 1969-1970), des immeubles collectifs du CIL à Douai en 1968-1971, l’institut médico-pédagogique d’Émerchicourt en 1970-1972, le groupe scolaire de Cuincy en 1970-72, la salle des sports de Waziers en 1969-1971, les 
abattoirs de Douai, la ZAC de Dechy, le collège d'enseignement secondaire de Montigny-en-Gohelle et l’église Saint-Pierre de Fourmies en 1976.
Il prend sa retraite en 1993, trente ans après avoir été diplômé.
Il meurt le 29 décembre 2023 à Carqueiranne dans le Var. La cérémonie religieuse a lieu en l'église Saint-Martin de Sin-le-Noble.